# ジェームス・ハロルド・ジャップ
ジェームス・ハロルド・ジャップ（James Harold Japp）は、アガサ・クリスティの小説「エルキュール・ポアロ」シリーズに登場する架空の人物。ロンドン警視庁（スコットランド・ヤード）の主任警部 (Detective chief inspector) として、ポアロの事件捜査と関わりを持つ。『スタイルズ荘の怪事件』など7本の長編作品と13本の短編作品に登場する。「トミーとタペンス」シリーズの『秘密機関』にも名前だけ登場する。
アガサによる原作小説では、ポアロのパートナーであるアーサー・ヘイスティングズと同じく、後半シリーズになるにつれて登場機会が減っていった。ドラマ版『名探偵ポワロ』ではヘイスティングズやミス・レモンと共に主要人物として多くのエピソードに登場しており、最終シリーズとなった第13シーズンでは警視監に出世している。

## 人物
ロンドン警視庁に勤務するベテラン刑事。ロンドン近辺で発生した事件では、ほとんどの場合において現場捜査に訪れる。作中でも基本的に優秀な刑事として描かれてはいるが、ポアロ相手では先を越されてしまう。多くの警察関係者がそうであるように私立探偵の存在を疎ましく思っているが、ポアロの捜査能力については一目置いている。ポアロとは旧知の間柄で、『スタイルズ荘の怪事件』以前にも1904年のアバークロンビー偽造事件や、アルタラ男爵の事件などを一緒に捜査したという設定になっている。
英国紳士的な振る舞いをするヘイスティングズに比べ、頑固で意固地な人物である。しかし異国人（ベルギー人）であるポアロから見ればどちらもイギリス人であり、実際にポアロがイギリス文化に馴染めていない（馴染もうとしない）様子を指摘することもある。妻帯者でウェールズ出身の妻がおり、妻の実家を訪問している描写がある。
草花を愛する一面もあり、英語名のみならず学名込みで野草を識別できるほど。休暇を野草の観察とコレクションのために費やす描写もある。

## 映像化作品
何度か映像化されたポアロシリーズの中でも、特に著名な『名探偵ポワロ』ではフィリップ・ジャクソンがジャップ役を演じた。日本語吹替は坂口芳貞が担当。また、同作でポワロ役を演じたデヴィッド・スーシェは、1985年にアメリカで製作されたテレビ映画「名探偵ポワロ/エッジウェア卿殺人事件」でジャップ役を演じたことがある（ポワロ役はピーター・ユスティノフ）。また、ジョン・モファットがポワロ役を務めたBBCのラジオドラマでもジャクソンがジャップ役を演じていたが、これはテレビドラマ版と同時出演であった。
日本のアニメ作品『ポワロとマープル』ではジャップ警部は未登場で、彼が登場していた場面にはシャープ（Sharpe）警部という人物が登場している。